# Kołomąć
Kołomąć (tyska Koldemanz) är en by i Gryfices stads- och landskommun i Västpommerns vojvodskap i nordvästra Polen. Kołomąć är beläget omkring 8 kilometer sydväst om Gryfice och 62 kilometer nordost om Szczecin.